# Vilhelm Andersson
Cletus Vilhelm Andersson, född 11 mars 1891 i Storkyrkoförsamlingen i Stockholm, död 21 september 1933 i Matteus församling i Stockholm, var en svensk simmare, vattenpolospelare och disponent.
Anderson deltog i fyra olympiska sommarspel 1908-1924. Sina största framgångar nådda han som vattenpolospelare där han tog han två olympiska medaljer 1912 och 1920.
Realskoleexamen togs vid Kungsholmens högre allmänna läroverk 1908. Utanför idrottandet arbetade Andersson som affärsman i Stockholm 1909—1917 och i Göteborg 1917—20. Han var redaktör för Idrottsbladet 1921—1924 och disponent i Aktiebolaget Vitkopia 1925—1933.
Andersson var son till tandläkaren Cletus Andersson (1851—1911) och Ida Backholm (född 1865). Han gifte sig 1919 med en Sonja Dahlgren (född 1898). Han jordfästes och gravsattes på Norra begravningsplatsen i Stockholm den 26 september 1933.